# Спейдер, Джеймс
Джеймс Тодд Спе́йдер (англ. James Todd Spader, род. 7 февраля 1960, Бостон, Массачусетс, США) — американский актёр. Призёр Каннского кинофестиваля, трёхкратный лауреат и четырёхкратный номинант премии «Эмми», трёхкратный номинант премии «Золотой глобус» и «Сатурн», десятикратный номинант «Премии Гильдии киноактёров».

## Биография
Спейдер родился в семье учителей. Учился в  Академии Филлипса в Андовере, Массачусетс, но бросил её в 11-м классе. Наиболее известен своими ролями в фильмах «Девушка в розовом», «Звёздные врата», «Волк», «Белый дворец», «Автокатастрофа», «Секретарша». Удостоен приза Каннского фестиваля 1989 года в номинации «Лучший актёр» за главную роль в фильме «Секс, ложь и видео» (1989) Стивена Содерберга. Большой успех и новую волну популярности принесла Спейдеру роль Алана Шора в 8-м сезоне телесериала Дэвида Е. Келли «Практика» и  его спин-оффе «Юристы Бостона». Джеймс Спейдер озвучил серию документальных фильмов China Revealed и первую серию Discovery Atlas канала «Дискавери».
У Джеймса Спейдера серьёзные проблемы со зрением, и он не может носить линзы. По его собственному высказыванию, без очков ему сложно рассмотреть лица коллег на съёмках. Именно это создаёт эффект «взгляда Спейдера» — внимательное вглядывание в лицо собеседника.
Спейдер играет главную роль в сериале «Чёрный список», который стартовал на NBC в сезоне 2013—2014 годов.
В 2015 году на экраны вышел фильм  «Мстители: Эра Альтрона», где Спейдер сыграл суперзлодея Альтрона.

### Личная жизнь
В 1987—2004 годах Спейдер был женат на Виктории Кил, с которой познакомился на занятиях йогой. У него три сына: Себастьян (1989) и Элайджа (1992) от брака с Викторией, а третьего сына, Натаниэля, родила в 2008 году Лесли Стефенсон. Джеймс познакомился с актрисой на съёмках фильма «Ограбление» (Stick Up) в 2000 году.

## Награды
- 1989: Каннский кинофестиваль: лучший актёр в фильме «Секс, ложь и видео»
- 2004: Премия «Эмми»: ведущая роль в сериале «Практика»
- 2005: Премия «Эмми»: лучший исполнитель в сериале «Юристы Бостона»
- 2007: Премия «Эмми»: лучший главный исполнитель в сериале «Юристы Бостона»

## Избранная фильмография
| Год       |   | Русское название       | Оригинальное название       | Роль                         |
| --------- | - | ---------------------- | --------------------------- | ---------------------------- |
| 1978      | ф | Товарищи по команде    | Team-Mates                  | Jimmy                        |
| 1981      | ф | Бесконечная любовь     | Endless Love                | Кейт Баттерфилд              |
| 1985      | ф | Новые дети             | The New Kids                | Эдди Дутра                   |
| 1985      | ф | Стенка на стенку       | Tuff Turf                   | Морган Хиллер                |
| 1986      | ф | Девушка в розовом      | Pretty in Pink              | Стефф Макки                  |
| 1987      | ф | Манекен                | Mannequin                   | мистер Ричардс               |
| 1987      | ф | Меньше, чем ноль       | Less Than Zero              | Рип                          |
| 1987      | ф | Уолл-стрит             | Wall Street                 | Роджер Барнс                 |
| 1988      | ф | Возвращение Джека      | Jack's Back                 | Джон Вестфорд / Рик Вестфорд |
| 1989      | ф | Секс, ложь и видео     | Sex, Lies, and Videotape    | Грэм Далтон                  |
| 1989      | ф | Досье на Рэйчел        | The Rachel Papers           | Дефорест                     |
| 1990      | ф | Белый дворец           | White Palace                | Макс Бейрон                  |
| 1990      | ф | Дурное влияние         | Bad Influence               | Майкл Болл                   |
| 1991      | ф | В истинном свете       | True Colors                 | Тим Геритти                  |
| 1992      | ф | Боб Робертс            | Bob Roberts                 | Чак Марлин                   |
| 1992      | ф | Сторивилль             | Storyville                  | Грэй Фаулер                  |
| 1993      | ф | Музыка по случаю       | The Music of Chance         | Джек Поцци                   |
| 1993      | ф | Секс, ложь, безумие    | Dream Lover                 | Рэй Риардон                  |
| 1994      | ф | Волк                   | Wolf                        | Стюарт Суинтон               |
| 1994      | ф | Звёздные врата         | Stargate                    | доктор Дэниел Джексон        |
| 1996      | ф | Автокатастрофа         | Crash                       | Джеймс Баллард               |
| 1996      | ф | Два дня в долине       | 2 Days in the Valley        | Ли Вудс                      |
| 1997      | ф | Интенсивная терапия    | Critical Care               | доктор Вернер Эрнст          |
| 2000      | ф | Сверхновая             | Supernova                   | Ник Ванзант                  |
| 2000      | ф | Наблюдатель            | The Watcher                 | агент ФБР Джоэл Кэмпбелл     |
| 2001      | ф | Секретарша             | Secretary                   | мистер Грей                  |
| 2002      | ф | Ограбление             | Stickup                     | Джон Паркер                  |
| 2001      | ф | Поговорим о сексе      | Speaking of sex             | доктор Клинк                 |
| 2003      | ф | Охотник за пришельцами | Alien Hunter                | Джулиан Роум                 |
| 2003—2004 | с | Практика               | The Practice                | Алан Шор                     |
| 2004—2008 | с | Юристы Бостона         | Boston Legal                | Алан Шор                     |
| 2011      | с | Офис                   | The Office                  | Роберт Калифорния            |
| 2009      | ф | Камень желаний         | Shorts                      | мистер Блэк                  |
| 2012      | ф | Линкольн               | Lincoln                     | W.N. Bilbo                   |
| 2013—2023 | с | Чёрный список          | The Blacklist               | Рэймонд «Рэд» Рэддингтон     |
| 2014      | ф | Местный                | The Homesman                | Алоизиюс Даффи               |
| 2015      | ф | Мстители: Эра Альтрона | The Avengers: Age of Ultron | Альтрон                      |